# Уайатт, Маркус
Маркус Уайатт (англ. Marcus Wyatt; род. 14 декабря 1991[…], Хонитон, Девон) — британский скелетонист, двукратный чемпион Европы 2024 и 2025 годов. Участник зимних Олимпийских игр 2022 года.

## Спортивная карьера
15 декабря 2017 года впервые в карьере стартовал на этапе Кубка мира в австрийском Иглсе.
В 2022 году представлял Великобританию на соревнованиях скелетонистов на зимних Олимпийских играх в Пекине. По итога четырёх спусков стал шестнадцатым.
В сезоне 2022/2023 годов в общем зачёте Кубка мира стал третьим.
В сезоне 2023/2024 годов на чемпионате Европы в Сигулде завоевал золотую медаль в мужском соревновании скелетонистов. По итогам сезона в общем зачёте Кубка мира стал пятым.
Уайатт получил степень по психологии в Университете Суонси. 